# تنکری
تنکری (به فرانسوی: Tincry) یک کمون در فرانسه است که در Canton of Delme واقع شده‌است.

## خصوصیات
تنکری ۸٫۴۷ کیلومترمربع مساحت و ۱۳۳ نفر جمعیت دارد و ۲۵۰ متر بالاتر از سطح دریا واقع شده‌است.